# Caenorhinus ohdaisanus
Caenorhinus ohdaisanus là một loài bọ cánh cứng trong họ Rhynchitidae. Loài này được Nakane miêu tả khoa học năm 1963.